# جزيرة القمر (ماساتشوستس)

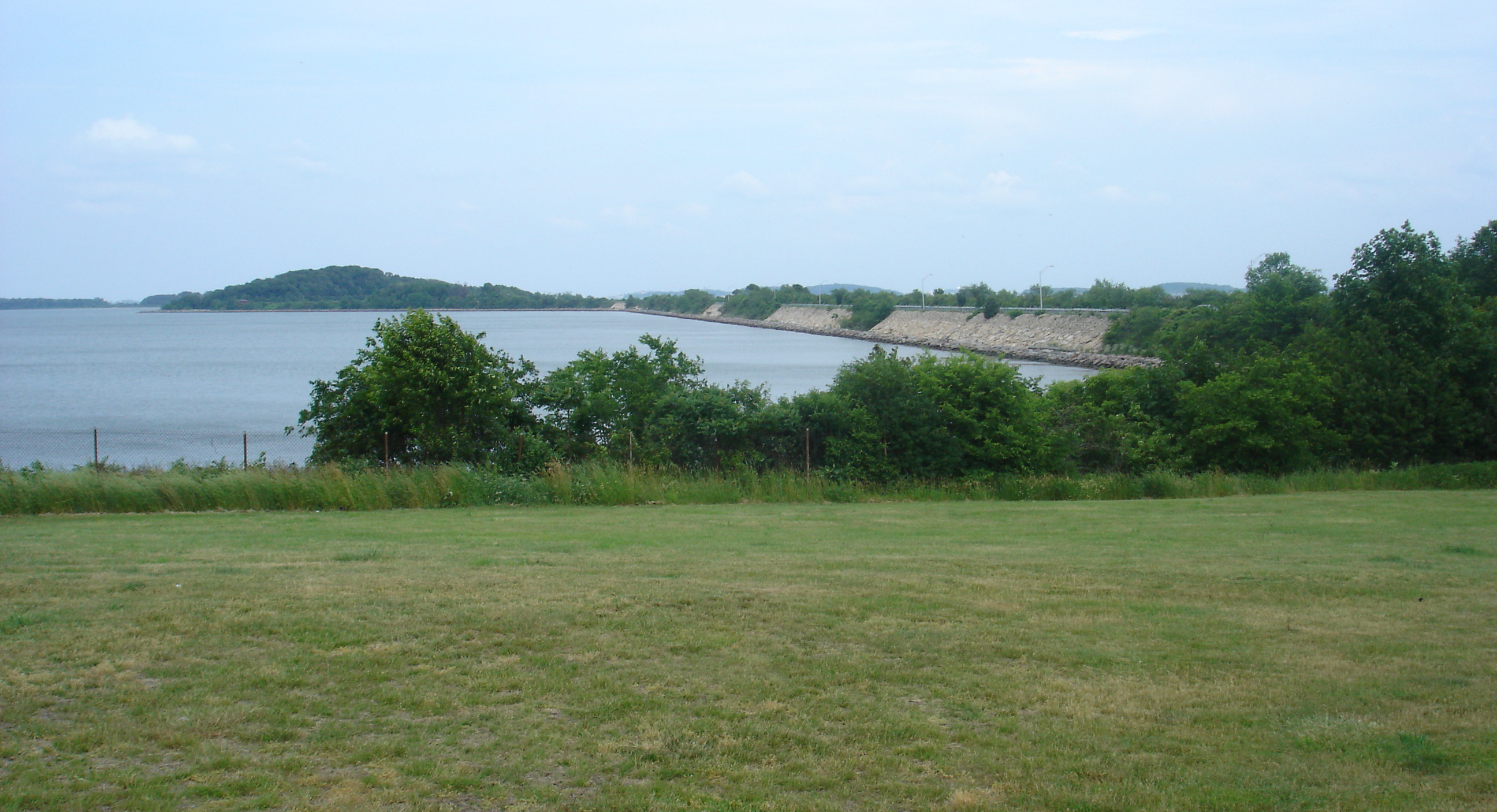
جزيرة القمر وطريقها من سكوانتم

تقع جزيرة القمر في خليج كوينسي كوينسي (ماساتشوستس) ، في منتصف ميناء بوسطن، ، و هو موقع بوسطن إدارة الإطفاء أكاديمية التدريب، وإدارة شرطة بوسطن قسم الرماية. وتعود ملكية جميع الأراضي في الجزيرة لمدينة بوسطن ولكن الجزيرة هي تحت ولاية كوينسي، ماساتشوستس. وهي أيضا جزء من منطقة جزر بوسطن هاربور للاستجمام الوطنية.
الجسر المؤدي إلى جزيرة القمر لم يكن موجود قبل أواخر عام 1870 ولم يكن هناك جسر عبر الطريق الغربي لونغ آيلاند حتى بناء الجسر لونغ آيلاند في عام 1951.

## وصلات خارجية
- Moon Island - National Park Service
- Moon Island Training Academy - Boston Fire Historical Society
- MWRA Sewer History